# Кастел Сант'Анђело (Мачерата)
Кастел Сант'Анђело (итал. Castel Sant'Angelo) насеље је у Италији у округу Мачерата, региону Марке.
Према процени из 2011. у насељу је живело 31 становника. Насеље се налази на надморској висини од 500 м.